# Justin Cvetkov
Justin Cvetkov (en serbio: Јустин Цветков; Zrenjanin, 12 de junio de 2007) es un deportista serbio que compite en natación, especialista en el estilo libre. Ganó una medalla de oro en el Campeonato Europeo de Natación de 2024, en la prueba de 4 × 100 m libre.

## Palmarés internacional
| Campeonato Europeo | Campeonato Europeo | Campeonato Europeo | Campeonato Europeo |
| Año                | Lugar              | Medalla            | Prueba             |
| ------------------ | ------------------ | ------------------ | ------------------ |
| 2024               | Belgrado (Serbia)  | Medalla de oro     | 4 × 100 m libre    |